# Ainhice
Pour les articles homonymes, voir Ainhice.
Ainhice est une ancienne commune française du département des Pyrénées-Atlantiques. Le 16 août 1841, la commune fusionne avec Mongelos pour former la nouvelle commune d'Ainhice-Mongelos.

## Géographie
Le lieu-dit fait partie du pays de Cize dans la province basque de Basse-Navarre.

## Toponymie
Son nom basque est Ainhize.
Le toponyme Ainhice apparaît sous les formes 
Anfiz (1135 et 1136), 
Aniça (1264 et 1309), 
Anhice (1304 et 1307), 
Aniça (1350), 
Anhice (1366 et 1413), 
Ainza (1513, titres de Pampelune), 
Añiza, Aniça et Aynice (1621 pour les trois formes, Martin Biscay) et 
Ainhisse (1665, règlement des États de Navarre).

Le toponyme basque est Aïnhice, Ainhiza ou Ainhiz(e) et le gentile Ainhiztarr. Pour Jean-Baptiste Orpustan, l'origine du toponyme reste inconnue.

## Démographie
| 1793 | 1800 | 1806 | 1821 | 1831 | 1836 |
| ---- | ---- | ---- | ---- | ---- | ---- |
| 427  | 379  | 363  | 415  | 398  | 510  |

## Patrimoine civil
La ferme Elizaldea date du XVIIe siècle.

## Pour approfondir